# アレクサンダー・ステュアート (第5代マリ伯爵)
第5代マリ伯爵アレクサンダー・ステュアート（英語: Alexander Stuart, 5th Earl of Moray KT、1634年5月8日 – 1701年11月1日）は、スコットランド貴族、政治家。スコットランド王ジェームズ7世の治世にスコットランド国務大臣を務めたことで知られる。

## 生涯
第4代マリ伯爵ジェームズ・ステュアートとマーガレット・ヒューム（Margaret Home、初代ヒューム伯爵アレクサンダー・ヒュームの娘）の次男として生まれた。
1653年3月4日に父が死去すると、マリ伯爵の爵位を継承した。翌1654年のクロムウェル恩赦法により、3500ポンドの罰金を処され、後に1166ポンド13シリングに減額されたが、マリ伯爵は1656年1月に「三王国戦争のときはまだ子供だった」「自身の領地が小さい」などの理由で請願書を提出して罰金の減額を求め、1657年1月22日に「1658年2月1日までに500ポンドを支払えば、残りの罰金を免除する」との命令を勝ち得た。
1660年のイングランド王政復古の後、1675年6月1日にスコットランド民事控訴院首席判事になり、1678年9月27日にスコットランド下級大蔵卿に任命され、1680年7月17日にスコットランド民事上訴裁判所判事に指名された後、同年11月2日にスコットランド国務大臣に任命された。ジェームズ7世の治世ではジェームズのカトリック寛容政策を支持、1686年にそれを実施すべくスコットランド議会国王代理に任命され、翌1687年5月29日にシッスル勲章を授与された。そして、1688年に名誉革命が勃発すると全ての官職を解任された。
1701年11月1日に自宅で死去、1702年1月24日に教会で埋葬された。長男に先立たれたため、次男チャールズが爵位を継承した。

## 家族
エミリア・バルフォア（Emilia Balfour、ウィリアム・バルフォアの娘）と結婚、下記の子女を儲けた。
- ジェームズ（1685年没） - キャサリン・トルマッシュ（Katherine Tollemache、第3代準男爵ライオネル・トルマッシュ（英語版）の娘）と結婚
- チャールズ（1735年没） - 第6代マリ伯爵、子供なし
- ジョン - 子供なし
- フランシス（1739年没） - 第7代マリ伯爵、子供あり